# Каррегаду
Каррегаду (порт. Carregado)  —  район (фрегезия) в Португалии,  входит в округ Лиссабон. Является составной частью муниципалитета  Аленкер. По старому административному делению входил в провинцию Эштремадура. Входит в экономико-статистический  субрегион Оэште, который входит в Центральный регион. Население составляет 9066 человек на 2001 год. Занимает площадь 15,52 км².
Покровителем района считается Дева Мария (порт. Maria). 